# Matsalu
Koordinaten: 58° 44′ N, 23° 42′ O
Matsalu (deutsch Matzal) ist ein Dorf (estnisch küla) in der Landgemeinde Lääneranna im Kreis Pärnu (bis 2017: Landgemeinde Lihula im Kreis Lääne).

## Beschreibung

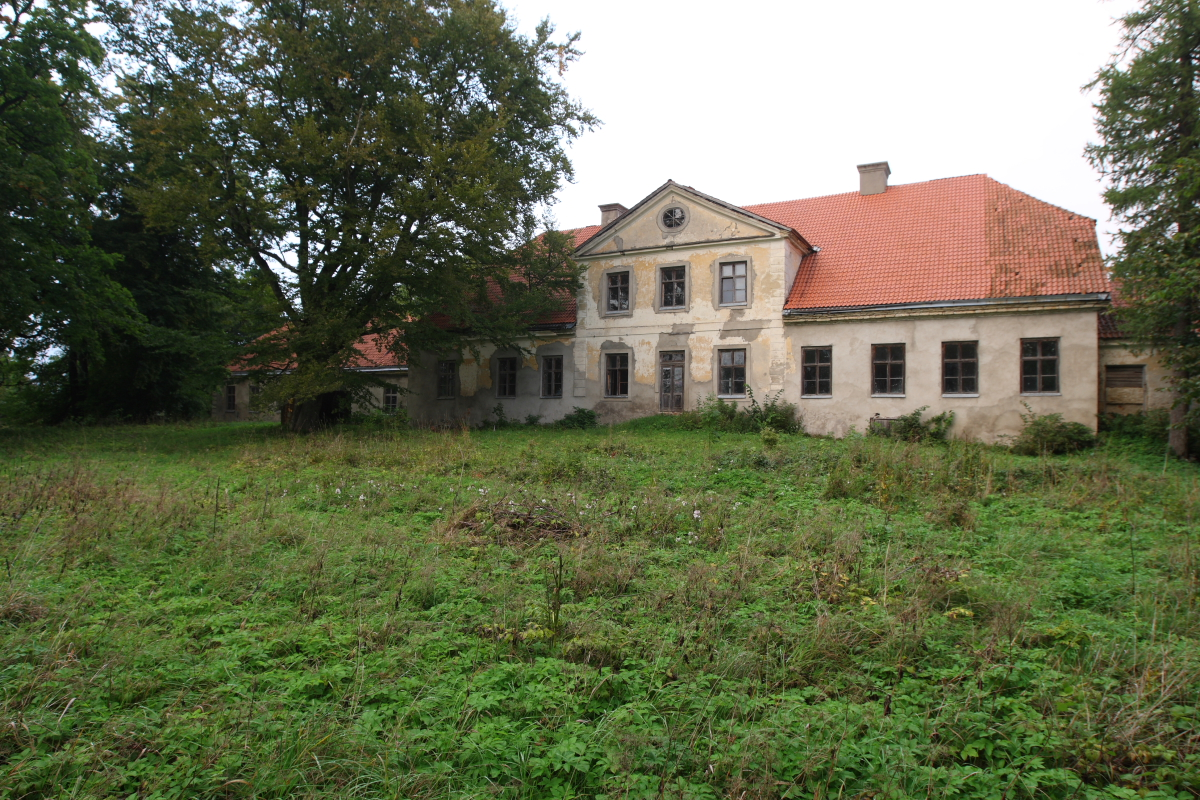
Ehemaliges Herrenhaus von Matsalu

Das Dorf hat 44 Einwohner (Stand 31. Dezember 2011). Es liegt 24 Kilometer südwestlich von Haapsalu direkt an der Matsalubucht.
Matsalu wurde erstmals 1368 unter dem Namen Matzala urkundlich erwähnt. Der Hof von Matsalu ist seit 1560 belegt.